# Allspark
Allspark, anteriormente conocida como Hasbro Studios, fue una compañía estadounidense de producción y distribución ubicada en Burbank, California. Era una subsidiaria de propiedad absoluta de la compañía estadounidense de juguetes y multimedia Hasbro. Originalmente era solo una división de producción de televisión, muchos de sus programas se basaban en las propiedades de Hasbro y se transmitían en múltiples plataformas de medios, incluida Discovery Family.
Allspark Pictures era el sello de producción de acción en vivo de Allspark, mientras que Allspark Animation era su sello de producción de animación. Cake Mix Studio era el productor de comerciales y contenido de formato corto de la compañía en Rhode Island.
En agosto de 2023, Hasbro anunció un nuevo banner titulado Hasbro Entertainment.

## Antecedentes
A principios de la década de 1980, cuando Hasbro comenzó a crear series animadas basadas en sus propiedades, contrataron a Sunbow Entertainment, que ya producía comerciales para ellos, para crear series como G.I. Joe y The Transformers, que serían distribuidas por la subsidiaria Claster Television de Hasbro. En mayo de 2008, Hasbro volvió a adquirir la serie animada producida por Sunbow basada en sus propiedades de TV-Loonland AG por $ 7 millones. Los fondos ayudarían a TV-Loonland AG (propietaria del catálogo Sunbow) a pagar sus deudas ya Hasbro a crear programas internamente.

## Historia

### Hasbro Studios (2009-2019)
Hasbro Studios se fundó en 2009 para el desarrollo, la producción y la distribución de televisión, con Stephen Davis como presidente.
El 9 de noviembre de 2010, Hasbro Studios firmó un acuerdo con la empresa de medios canadiense Corus Entertainment para transmitir sus producciones en YTV y Teletoon.
El 6 de octubre de 2011, Hasbro Studios firmó un acuerdo con siete aerolíneas estadounidenses e internacionales, como Continental Airlines y Qantas, para retransmitir espectáculos en sus aviones.
En diciembre de 2012, Hasbro transfirió todas las divisiones de entretenimiento a Hasbro Studios, incluido su grupo cinematográfico con sede en Los Ángeles, y Cake Mix Studio, el productor de comerciales y contenido de formato corto de la compañía con sede en Rhode Island. El 28 de febrero de 2013, el estudio despidió a tres empleados en su departamento de producción y desarrollo de juegos y reality shows, que fue trasladado bajo el vicepresidente Kevin Belinkoff junto con la gerencia del departamento de animación y consultores creativos externos.
En agosto de 2014, Josh Feldman fue nombrado jefe de desarrollo de Hasbro Studios, para supervisar las series de televisión y de acción en vivo. El 20 de octubre de 2014, el estudio anunció el nuevo sello de producción de finanzas cinematográficas como Allspark Pictures.
El 15 de diciembre de 2015, Hasbro Studios y Paramount Pictures firmaron un acuerdo para crear un universo cinematográfico de cinco propiedades producido por Allspark Pictures y distribuido por Paramount Pictures. Las propiedades en este multiverso son G.I. Joe, Micronauts, Visionairies, M.A.S.K. y Rom.
El 3 de noviembre de 2017, Hasbro Studios y Paramount ampliaron su relación con un contrato de producción exclusivo de cinco años para Allspark Pictures y Allspark Animation para crear películas originales y basadas en franquicias. Ambas unidades de Allspark se formaron recientemente (Allspark Pictures era anteriormente un sello de financiación de películas), con la unidad de películas dirigida por Greg Mooradian y la unidad de animación dirigida por Meghan McCarthy. Paramount y Hasbro también trabajarían juntos en series de televisión.
Con la pérdida de la licencia de Jurassic Park en 2016, Hasbro lanzó una nueva franquicia basada en dinosaurios, su segunda nueva propiedad de estudio, con su serie animada Chomp Squad el 6 de enero de 2018. El 1 de mayo de 2018, Hasbro anunció que estaban adquiriendo Power Rangers y otros activos de entretenimiento de Saban Capital Group, que se completó el 12 de junio de 2018. En ese momento, Power Rangers se renovó por tres temporadas más hasta 2021, y la serie animada Treehouse Detectives tuvo casi dos temporadas producidas.

### Allspark (2019-2020)
El 26 de marzo de 2019, Stephen Davis anunció que Hasbro Studios cambiaría su nombre a "Allspark", llamado así por el artefacto ficticio que aparece en la franquicia Transformers.
El 7 de mayo de 2019, Allspark y Boulder Media anunciaron un nuevo estudio de animación. Las empresas habían ofertado por una antigua terminal de ferry para el estudio, pero el consejo del condado de Dún Laoghaire-Rathdown las rechazó en intentos anteriores.
El 30 de diciembre de 2019, Hasbro completó la adquisición de la empresa de entretenimiento canadiense Entertainment One.

### Entertainment One (2020-2023)
El 9 de octubre de 2020, Entertainment One asumió el cargo de nuevo brazo de producción de Hasbro y comenzó el desarrollo y la distribución de contenido basado en las propiedades de Hasbro de la empresa de juguetes, lo que resultó en la absorción de Allspark por la empresa adquirida.
El 22 de agosto de 2022, Bloomberg informó que Hasbro buscaba vender o reestructurar sus activos de medios, incluido Entertainment One. El mismo día, se anunció que Darren Throop dejaría el cargo de director ejecutivo de la empresa a finales de año. El 1 de noviembre de 2022, Hasbro vendió Boulder Media a la empresa de medios australiana Princess Pictures.
El 17 de noviembre de 2022, Hasbro anunció que pondría a la venta la totalidad de Entertainment One, incluidos todos sus activos que no son de Hasbro, desde televisión y películas con y sin guion, pero excluiría las propiedades de los ex-niños de la compañía, que ya estaban consolidado bajo Hasbro. Cuatro meses después, se informó que Fremantle, Lionsgate y Legendary Entertainment están interesados en la compra.
Al mes siguiente, se informó que Lionsgate y Legendary permanecían entre los cuatro compradores potenciales, siendo los otros dos CVC Capital Partners y GoDigital Media Group. Fremantle, sin embargo, abandonó la contienda luego de un aumento en el precio de venta, que estaba más allá de lo que la empresa estaba dispuesta a pagar por los activos.

## Filmografía

### Series animadas
- Pound Puppies (2010-2013)
- My Little Pony: La magia de la amistad (2010-2019)
- Las aventuras de Chuck y sus amigos (2010-2012)
- G.I. Joe: Renegades (2010-2011)
- Transformers: Prime (2010-2013)
- Transformers: Rescue Bots (2011-2016)
- Kaijudo (2012-2013)
- Littlest Pet Shop (2012-2016)
- Transformers: Robots In Disguise (2015-2017)
- Blazing Team: Masters of Yo Kwon Do (2015-2017)
- Stretch Armstrong and the Flex Fighters (2017-2018)
- Littlest Pet Shop: A World of Our Own (2018-2019)
- Transformers: Cyberverse (2018-2021)
- Transformers: Rescue Bots Academy (2019-2021)
- My Little Pony: Pony Life (2020-2021)
- Transformers: War for Cybertron Trilogy (2020-2021)

### Series animadas web
- Transformers: Combiner Wars (2016)
- Hanazuki: Full of Treasures (2017-2019)
- Littlest Pet Shop: A World of Our Own (2017-2018)
- Transformers: Titans Return (2017-2018)
- Equestria Girls (2017-2020)
- Chomp Squad (2018)
- Transformers: Power of the Primes (2018)

### Series de acción real
- Family Game Night (2010-2014)
- Pictureka! (2010-2012)
- Taylor Swift: Journey to Fearless (2010)
- The Game of Life (2011-2012)
- Clue (2011)
- Scrabble Showdown (2011-2012)
- Power Rangers: Beast Morphers (2019-2020)

### Películas (coproducción conUniversal Pictures)
- My Little Pony: Equestria Girls (2013)
- My Little Pony: Equestria Girls - Rainbow Rocks (2014)
- My Little Pony: Equestria Girls - Los Juegos de la Amistad (2015)
- My Little Pony: Equestria Girls - La leyenda de Everfree (2016)
- My Little Pony Equestria Girls: Magical Movie Night (2017)
- My Little Pony: The Movie (2017)
- My Little Pony: Equestria Girls - Forgotten Friendship (2018)
- My Little Pony: Equestria Girls - Rollercoaster of Friendship (2018)
- My Little Pony: Best Gift Ever (2018)
- My Little Pony: Equestria Girls - Spring Breakdown (2019)
- My Little Pony: Rainbow Roadtrip (2019)
- My Little Pony: Equestria Girls - Sunset's Backstage Pass (2019)
- My Little Pony: Equestria Girls - Holidays Unwrapped (2019)

### Especiales
- Transformers Prime Beast Hunters: Predacons Rising (2013)
- Stretch Armstrong and the Flex Fighters: The Breakout (2018)
- Power Rangers Legacy Wars: Street Fighter Showdown (2018)

## Allspark Pictures
Allspark Pictures, anteriormente Hasbro Films o Hasbro Film Group, fue una producción cinematográfica dentro de Allspark, una subsidiaria de Hasbro encargada de desarrollar películas para las propiedades de Hasbro.

### Historia
En 1986, se estrenaron Transformers: The Movie y My Little Pony: The Movie, películas teatrales animadas basadas en las propiedades de Hasbro. Waddingtons, luego adquirida por Hasbro en 1994, licenciatario estadounidense de Clue, obtuvo la licencia de una película de Clue, estrenada en 1985. Hasbro había autorizado previamente a DreamWorks para realizar Transformers estrenada en 2007. La franquicia de Transformers continuó con Paramount Pictures. En 2009, Hasbro estrena la película G.I. Joe: The Rise of Cobra.
Hasbro y Universal Pictures firmaron un acuerdo en febrero de 2008 para obtener y producir cuatro películas de siete propiedades Hasbro: Battleship, Candy Land, Clue, Magic: The Gathering, Monopoly, Ouija, y Stretch Armstrong. Hasbro pagó por todos los costes de desarrollo de las películas y Universal, supuestamente, debía pagar $5 millones por las propiedades no llevadas al cine. En mayo, Bennett Schneir fue contratado para dirigir su división de cine.
Para enero de 2012, todas las propiedades de Hasbro en Universal, excepto Battleship y Ouija, se detuvieron en desarrollo. Mientras que la división cinematográfica de Hasbro sigue teniendo una oficina en Universal, Hasbro fue capaz de tomar las propiedades de un acuerdo para cualquier estudio. Universal pagó una cuota multimillonaria en lugar de la propiedad para conseguir el acuerdo. El 31 de enero de 2012, se anunció que Columbia Pictures, Happy Madison, y Adam Sandler estaban en negociaciones finales para desarrollar la película Candy Land. En febrero, Stretch Armstrong se creó con Relativity Media. En 2021, se confirma el universo cinematográfico de Hasbro, llamado Cyberverso Alineado Hasbro, donde Bumblebee (reboot de Transformers) será la primera película de la primera fase, luego saldrá Snake Eyes (reboot de G.I. Joe) desvinculándose de las sagas anteriores, y serán seguidas por Transformers 2022 (secuela de Bumblebee), Transformers 2023, Rom the Spaceknight, Action Man, M.A.S.K., Micronauts, Visionarios, Optimus Prime y su película crossover "Revolucionarios".

### Películas
- Transformers (2007)
- Transformers: Revenge of the Fallen (2009)
- G.I. Joe: The Rise of Cobra (2009)
- Transformers: Dark of the Moon (2011)
- Battleship (2012)
- G.I. Joe: Retaliation (2013)
- Transformers: Age of Extinction (2014)
- Ouija (2014)
- Jem and the Holograms (2015)
- Ouija: Origin of Evil (2016)
- Transformers: The Last Knight (2017)
- My Little Pony: The Movie (2017)
- Bumblebee (2018)
- Snake Eyes: G.I. Joe Origins (2021)
- My Little Pony: A New Generation (2021)
- Dungeons & Dragons: Honor Among Thieves (2023)
- Transformers: Rise of the Beasts (2023)